# Bostadsrätt

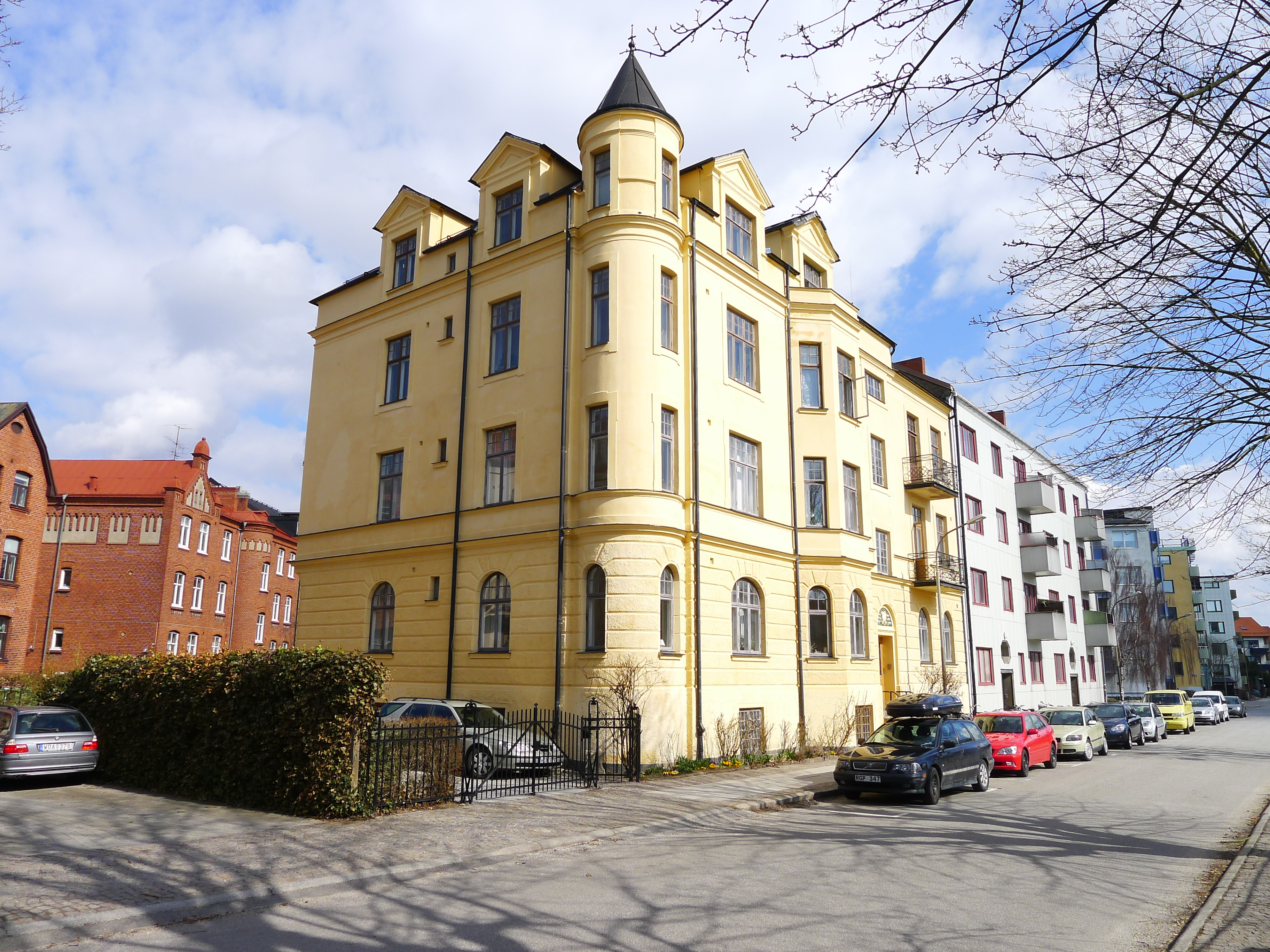
Bostadshaus in Lund

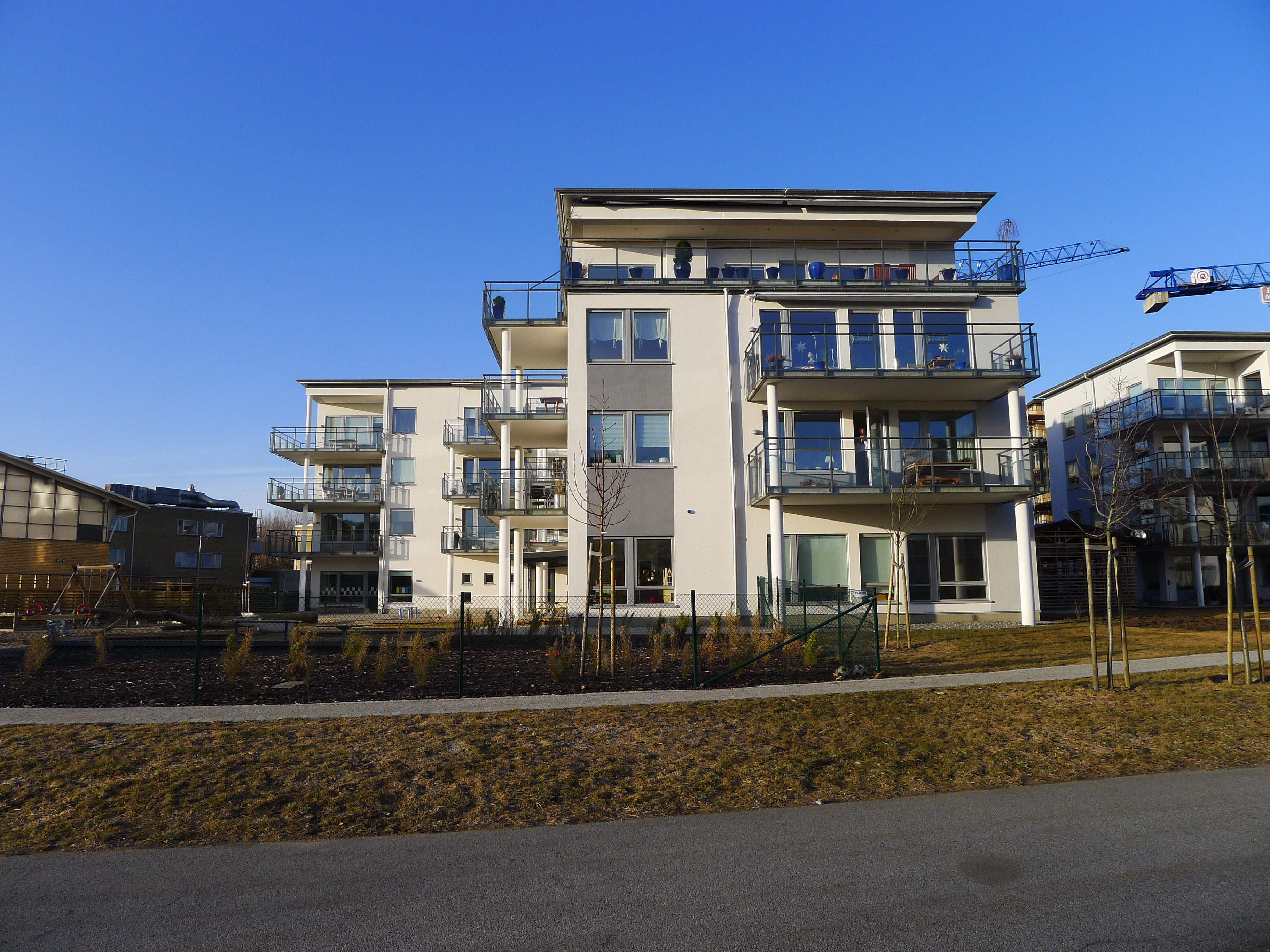
Bostadswohnanlage

Bostadsrätt (deutsch Dauerwohnrecht), auch als Insatslägenhet (deutsch Wohnung für die man einen Einsatz bezahlen muss) bezeichnet, ist eine schwedische Überlassungsform, bei der Mitglieder einer Bostadsrättsvereinigung, einer Genossenschaft, das Recht erwerben, eine Genossenschaftswohnung zu nutzen. Darin enthalten ist das Recht, Wohnungen oder Einfamilienhäuser gegen Ersatzleistungen für unbegrenzte Zeit zu nutzen, sofern man alle Verpflichtungen gegenüber der Bostadsrättvereinigung erfüllt.
Der Inhaber eines Bostadsrätts ist nicht Eigentümer der Wohnung, vielmehr erwirbt er einen Anteil an der Bostadsrättvereinigung. Diese wiederum ist Eigentümer der Wohnung.
Die Wohnung kann sich in einem Mehrfamilienhaus oder einem Einfamilienhaus befinden. Wenn die Vereinigung mehrere Einfamilienhäuser besitzt, kann diese sich auch Einfamilienhaus-Vereinigung nennen. Als Berechnungsgrundlage für die Jahresabgabe an die Bostadsrättvereinigung wird entweder die gezahlte Einlage oder der Anteilsteil zugrunde gelegt. Dieser Anteilsteil berechnet sich aus dem Vermögen und den Schulden der Vereinigung.
Nur die Bostadsrättvereinigung kann das Bostadsrätt zur Verfügung stellen. Wenn die Vereinigung das Bostadsrätt zur Verfügung gestellt hat, kann der Bostadsrättsinhaber dieses auf andere Personen übertragen (was fälschlicherweise oft mit einem Verkauf der Wohnung bezeichnet wird), um sein eingesetztes Kapital wieder zurückzugewinnen. Die Inhaber eines Bostadsrätts haben das Recht, dieses an die Bostadsrättsvereinigung zurückgehen zu lassen. Wenn der Bostadsrättsinhaber seine Pflichten gegenüber dem Bostadsrättsverein vernachlässigt, kann er sein Bostadsrätt verwirken. Der Bostadsrättsverein kann dann dieses Bostadsrätt auf dem freien Markt anbieten.
Die Vereinigung kann Einfamilienhäuser kaufen (so genannter freier Kauf), aber nur neu gebaute Wohnungen. Diese kann sie dann in einzelne Wohnungen für Anteilsinhaber aufteilen. Das Gesetz, welches diese Dinge regelt, ist das Bostadsrättsgesetz. Laut dem Schwedischen statistischem Zentralbüro (schwedisch Statistiska centralbyrån), gab es im Jahr 2009, 762.000 Wohnungen mit Bostadsrätt. Verglichen mit dem Jahr 1990 ist dies eine Zunahme von 51 Prozent.

## Entstehung des Bostadsrätts
Das Bostadsrätt gibt es in Schweden seit dem 19. Jahrhundert. Seine Einführung sollte es möglich machen, dass Vereine mit den Ersparnissen ihrer Mitglieder zusammen ein Haus bauen konnten. Vor 1930 „besaß“ man eine solche Wohnung, indem man einen Anteil an der Bostadsvereinigung oder Aktien in einer Bostadsaktiengesellschaft innehatte.
Bostadsrättsvereinigungen konnten sich bilden, nachdem im Jahr 1930 das erste Bostadsrättsgesetz erlassen wurde. Die grundlegende Idee war, dass ein Bostadshaus im gemeinsamen Besitz der Bewohner ist und es eine alle Bewohner repräsentierende Leitung gibt, die alle Einnahmen und Ausgaben kontrolliert. Nun entstanden immer mehr Bostadsrättsvereine. Entweder durch die Umwandlung von normalen Mietverhältnissen, welche in Bostadsrätts umgewandelt wurden oder durch den Neubau von Gebäuden, bei dem die Bostadsrättsvereinigung als Bauherr auftrat, um diese später als Bostadsrätts zu verkaufen.
Um normale Mietverhältnisse in Bostadsrätter umzuwandeln, müssen mindestens zwei Drittel aller Mieter in der betreffenden Wohnanlage dem Plan der Vereinigung zustimmen. In gewissen Fällen, zum Beispiel bei allgemein genutzten Gebäuden, kann auch die Zustimmung der Behörden notwendig werden. Mieter, die sich nicht in die Bostadsrättsvereinigung einkaufen möchten, haben das Recht, weiterhin als Mieter in ihrer Wohnung zu verbleiben. Nach dem Gesetz muss die Bostadsrättvereinigung alle Pflichten eines Vermieters übernehmen.
Wenn eine Baufirma ein Gebäude errichten will, in dem geplant ist, dass dies später für Bostadsrätter genutzt wird, wird die Aufsicht über den Bau in die Hände der Bostadsrättsvereinigung gelegt. Eine solche Aufsicht arbeitet nicht immer im Interesse der zukünftigen Eigentümer, sondern eher für das Bauunternehmen. Eine Folge davon kann sein, dass am Anfang eine niedrige monatliche Abgabe zugrunde gelegt wird, um den Verkauf zu erleichtern, diese dann jedoch später erhöht werden muss. Ein anderes Risiko wäre, dass man einen unvorteilhaften Vertrag mit der Vereinsleitung eingeht. Eine solche Vereinsleitung muss in der Zwischenzeit von den Vereinsmitgliedern nicht mehr auf der Jahreshauptversammlung bewilligt werden.

## Überlassung des Bostadsrätts auch als „Verkauf“ bezeichnet
Bei der Überlassung eines Bostadsrätts durch Kauf muss ein schriftlicher Vertrag geschlossen werden. Dieser muss sowohl vom Erwerber als auch Weitergeber des Bostadsrätts unterzeichnet werden. Damit eine Überlassung des Bostadsrätts gültig wird, muss die Mitgliedschaft von der Vereinigung bewilligt werden. Ausgenommen sind Zwangsversteigerungen. Die Leitung des Vereins hat das Recht, jemandem die Mitgliedschaft im Verein zu versagen. Aber dieser Beschluss kann vor einem Gericht in Frage gestellt werden. Die hauptsächlichen Gründe, warum eine Mitgliedschaft verweigert wird, sind ein zu niedriges Einkommen oder eine schlechte Bonität. Es können aber auch andere Gründe geltend gemacht werden. Welche Voraussetzungen für den Beitritt in  einen solchen Verein zu erfüllen sind, ist durch das Bostadsgesetz geregelt. Gewöhnlich wird auch juristischen Personen eine Mitgliedschaft verweigert, da sonst die übrigen Mitglieder in den Verdacht geraten, eine unechte Bostadsrättsvereinigung zu sein.
Es ist üblich, dass ein Käufer eines existierenden Bostadsrätts die Größe der Wohnung, deren Attraktivität und den Preis mit gleichwertigen Angeboten am Markt vergleicht. Die monatliche Abgabe gehört mit zu diesem Vergleich. In der monatlichen Abgabe sind die gemeinsamen Kosten für den Unterhalt und die Kosten für eventuelle Kredite der Gemeinschaft enthalten. Diese kann variieren, je nach Höhe des abzuzahlenden Kredits und den jeweils gültigen Zinssätzen. Einen eventuellen Unterschied zwischen dem „Verkaufsbetrag“ und dem Betrag, der investiert wurde, um das Bostadsrätt zu erwerben, kann von dem Inhaber, mit gewissen Abstrichen, steuerlich geltend gemacht werden. Der berechnete Kapitalwert des Bostadsrätts kann zur Berechnung des Vermögens des Inhabers herangezogen werden.

## Umbauten innerhalb des Bostadrätts
In früheren Bostadsrättsgesetzen waren Umbauten der Wohnung oder des Hauses nicht geregelt, da solche Fälle immer innerhalb des jeweiligen Vereins geklärt wurden. Heute ist es dem Inhaber erlaubt, seine Wohnung umzubauen. Es ist üblich, einen kleinen jährlichen Betrag in einen Fonds einzuzahlen, damit für den Unterhalt und die Erneuerung immer ausreichende Mittel zur Verfügung stehen. Reine Umbauten sind hier jedoch ausgenommen.
Seit dem Jahr 2003 braucht man die Zustimmung der Gemeinschaft nur noch, wenn man Veränderungen an tragenden Konstruktionen oder größere Veränderungen in der Küche oder den Nassräumen durchführen möchte. Die Vereinigung kann die gewünschte Erlaubnis nur verweigern, wenn dies durch das Bostadsrättsgesetz erlaubt ist oder wenn dem Verein Nachteile dadurch entstehen.

## Das Bostadsrätt in anderen Ländern
Das schwedische Bostadsrätt hat in Dänemark die Entsprechung Andelsbolig (deutsch Anteilswohnung) und in Norwegen Borett (deutsch Wohnrecht). Der finnische Begriff  Asumisoikeus bedeutet Wohnrecht, ähnelt aber mehr dem schwedischen Mietrecht. Die Begriffe  Bostadsrätt/Bostadsrättsvereinigung werden gewöhnlich auf Englisch als Housing Cooperative bezeichnet. Dies darf man jedoch nicht mit dem Begriff Condominium verwechseln, denn dieser kommt dem Begriff der schwedischen Eigentumswohnung sehr nahe.